# Alf Björkman

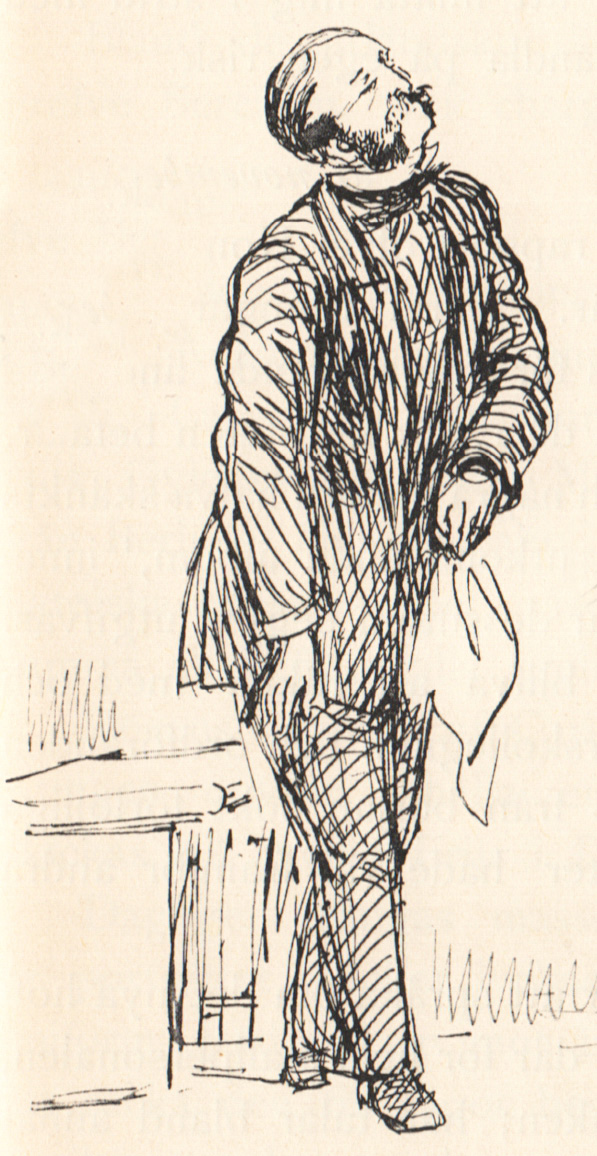
Alf Björkman. Teckning av Fritz von Dardel.

Jakob Alf Gustaf Björkman, född 11 oktober 1819, död 12 juni 1900, var en svensk militär och pedagog. Han var bror till Carl Adolf Theodor Björkman.

## Biografi
Björkman föddes i Stockholm som son till auktionskommissarien Gustaf Adolf Björkman och hans hustru Maria Gustafva Gyllencreutz. Han blev 1841 underlöjtnant i ingenjörskåren, och hade 1851 befordrats till kapten, då han utsågs till föreståndare för svenska slöjdföreningens söndags- och aftonskola, där han några år varit lärare. Han var i 27 år föreståndare för skolan, som 1860 ombildades till Slöjdskolan i Stockholm och 1879 till Tekniska skolan (idag Konstfack). Björkman utarbetade planen till organisation och undervisning samt programmet till den nya byggnaden och materialen samt inrättade särskilda fackskolor inom läroverket.
1872 blev han major i armén och tog 1883 avsked med tillstånd att kvarstå i fortifikationens reserv, varifrån han 1889 tog avsked. Björkman är begravd på Norra begravningsplatsen utanför Stockholm.